# Южна България
Южна България е част от територията на Република България, включваща земите на юг от главното било на Стара планина, което условно разделя страната на северна и южна част. Южната част е по-голяма по площ и по-гъсто населена. Южна България граничи със Сърбия на северозапад, Северна Македония на запад, Гърция на юг, Турция на юг и югоизток и Българското Черноморие на изток. Тази географска област се отличава с разнообразен релеф и природни условия. На изток се намира Горнотракийската низина, а на юг и запад са преобладават най-високите планини на България Рила, Пирин и Родопите, както и по-малки или по-ниски планини и долини на запад, например: Витоша, Беласица, Осогово, Софийска котловина, Задбалкански котловини. В Южна България се намира столицата София, както и някои от най-големите градове като Пловдив, Бургас и Стара Загора. В административно отношение се включват 14 области, от горе надолу и от ляво надясно на картата:
| - Софийска област (21) - Област София (20) - Перник (11) - Кюстендил (7) - Благоевград (1) | - Пазарджик (10) - Пловдив (13) - Смолян (19) - Кърджали (6) | - Стара Загора (22) - Хасково (5) - Сливен (18) - Ямбол (28) - Бургас (2) |

| Площта на Южна България е 62 414 км2 и съставлява 56,31 % от територията на страната. Населението към 2011 г. е 4 690 223 души (75,15 души/км2), а към 2021 г. – 4 296 917 души (68,84 души/км2), което е 66 % от населението на България. Южна България обхваща и историческите територии Тракия и Македония (Пиринска Македония). В нeя също има редица често недобре дефинирани или припокриващи се подрайони, особено на запад и югозапад, това са: Чеч, Шопско, Краище, Бурѐл, Висок, Забърдие, Знеполе, Граово, Осоговия, Пиянец, Подгорие, Разлог, Рупчос, Тъмръш и други. Южна България условно се дели на Югозападна, Централна Южна и Югоизточна България, с малко по-различни граници. | \| Област \| 2021 г.[1] \| \| ------------ \| ---------- \| \| Благоевград \| 292227 \| \| Бургас \| 380286 \| \| Кюстендил \| 111736 \| \| Кърджали \| 141177 \| \| Пазарджик \| 229814 \| \| Перник \| 114162 \| \| Пловдив \| 634497 \| \| Сливен \| 172690 \| \| Смолян \| 96284 \| \| Софийска \| 231989 \| \| София \| 1274290 \| \| Стара Загора \| 296507 \| \| Хасково \| 211565 \| \| Ямбол \| 109693 \| \| Всичко \| 4296917 \| |
| Област | 2021 г. |
| Благоевград | 292227 |
| Бургас | 380286 |
| Кюстендил | 111736 |
| Кърджали | 141177 |
| Пазарджик | 229814 |
| Перник | 114162 |
| Пловдив | 634497 |
| Сливен | 172690 |
| Смолян | 96284 |
| Софийска | 231989 |
| София | 1274290 |
| Стара Загора | 296507 |
| Хасково | 211565 |
| Ямбол | 109693 |
| Всичко | 4296917 |

В древността Иречековата линия разделя латинския (на север) и старогръцкия (на юг) езици на Балканите със Северна България на север от нея и Южна България на юг от нея. Много по-късно, след Освобождението на България през 1878 г., цяла Северна България и Софийска област стават Княжество България, докато по-голямата част от останалата територия на Южна България е част от Източна Румелия под контрола на Османската империя до Съединението на България през 1885 г. Пиринска Македония става част от България след Букурещкия договор от 1913 г., а единственото придобиване на България по силата на Ньойския договор от 1919 г. след Първата световна война е малка част от територията на юг от Сакар.